# Aníbal Pinto (futbolista)
Aníbal Hernán Pinto Sánchez (San Pedro, Chile, 20 de febrero de 1971) es un exfutbolista chileno. Jugaba de portero y militó en diversos clubes de Chile. Actualmente se desempeña como preparador de arqueros en Ñublense.

## Trayectoria
Oriundo de San Pedro, comenzó en las divisiones inferiores de Soinca Bata, siendo dirigido por Carlos Retamales. después, cuando el club pasó a ser Deportes Melipilla, fue escogido como tercer arquero del primer equipo por el entrenador Guillermo Páez. Durante el campeonato de Primera División 1993, comenzó como suplente de Marcelo León, hasta ganarle el puesto. Pese al descenso del equipo melipillano, dejó una grata impresión con su rendimiento, lo que lo llevó a ser firmado por Universidad de Chile en 1995; sin embargo, esa misma temporada fue cedido a préstamo a Palestino como parte de pago por el traspaso de Hugo Bravo al equipo laico.
Tras un 1995 en el equipo tetracolor, en 1996 regresa a la U, siendo suplente de Sergio Vargas durante la temporada. Para el torneo de Clausura 1997 fichó para Deportes Antofagasta en la Primera División, formando parten del equipo que descendió a la Primera B.En 1998 firma para Everton de la Primera B, donde juega por tres temporadas, incluida la temporada 2000 en la Primera división.
En la temporada 2001 firma por O'Higgins de la Primera división; tras el descenso del equipo rancagüino, en 2002 regresa a Deportes Melipilla, en donde se retira a fines de la temporada 2003.
Tras el retiro, siguió ligado al fútbol siendo preparador de arqueros en varios clubes, entre ellos Deportes Melipilla, Ñublense y San Marcos de Arica.

## Selección nacional
En 1994 fue nominado por Mirko Jozić para la selección absoluta, donde disputó un partido, ante Arabia Saudita, totalizando 45 minutos, recibiendo dos goles.

### Partidos internacionales
| 1     | 29 de marzo de 1994 | Estadio Rey Fahd, Riad, Arabia Saudita | Arabia Saudita | 2-2 | Chile | -2 |  | Mirko Jozić | Amistoso |
| Total | Total               | Total                                  | Presencias     | 1   | Goles | -2 |  |             |          |

| Selección chilena | Selección chilena | Selección chilena |
| Año               | Partidos          | Goles             |
| ----------------- | ----------------- | ----------------- |
| 1994              | 1                 | -2                |
| Total             | 1                 | -2                |

## Clubes
| Club                 | País  | Año       |
| -------------------- | ----- | --------- |
| Deportes Melipilla   | Chile | 1991-1994 |
| Universidad de Chile | Chile | 1995-1996 |
| → Palestino (cedido) | Chile | 1995      |
| Deportes Antofagasta | Chile | 1997      |
| Everton              | Chile | 1998-2000 |
| Everton              | Chile | 2000      |
| O'Higgins            | Chile | 2001      |
| Deportes Melipilla   | Chile | 2002-2003 |